# NGC 5780
NGC 5780 est une galaxie spirale située dans la constellation du Bouvier. Sa vitesse par rapport au fond diffus cosmologique est de 7 014 ± 12 km/s, ce qui correspond à une distance de Hubble de 103,5 ± 7,2 Mpc (∼338 millions d'al). Elle a été découverte par l'astronome américain Lewis Swift en 1887.
NGC 5780 est une galaxie à sursaut de formation d'étoiles.